# インドハッカ
インドハッカ（印度八哥、Acridotheres tristis）は、カバイロハッカ（樺色八哥）の名でも知られるスズメ目ムクドリ科ハッカチョウ属に分類されるアジア産鳥類の1種である。
開けた疎林にいる雑食性の鳥で、強い縄張りの習性を持つインドハッカは、都市の環境にも非常によく適応している。インドハッカの分布域は急速に拡大しており、国際自然保護連合 （IUCN）「種の保存委員会（SSC）」が2000年に、非常に侵略的な外来種の1つであり、地球上において、その上位100種のなかでわずか3種の鳥類のうちの1種であることを発表したように、インドハッカは生物多様性ならびに農業や人的利益に対して影響を与えている。特に、本種はオーストラリアの生態系に深刻な脅威をもたらしており、それは「最重大有害種/問題」などと名付けられている。
インド文化の重要なモチーフとしてサンスクリットおよびプラークリット文学、仏典に言及される「シャーリ」あるいは「シャーリカー」という鳥は、一説によればインドハッカを指す。

## 異称
英名は Common Myna (Mynah)、Indian Myna などである。
ハワイにも移入されており、英語で"myna bird"として知られることからハワイ日本語でマイナ鳥と称される。ただしハワイ以外の英語圏で言えば「マイナ」は総称で、話す鳥として飼育されるキュウカンチョウ等も含まれるが、これはよく似ているが別種である。
Myna は、ヒンディー語の mainā に由来し、それは、サンスクリット語の madanā から生じている。

## 形態

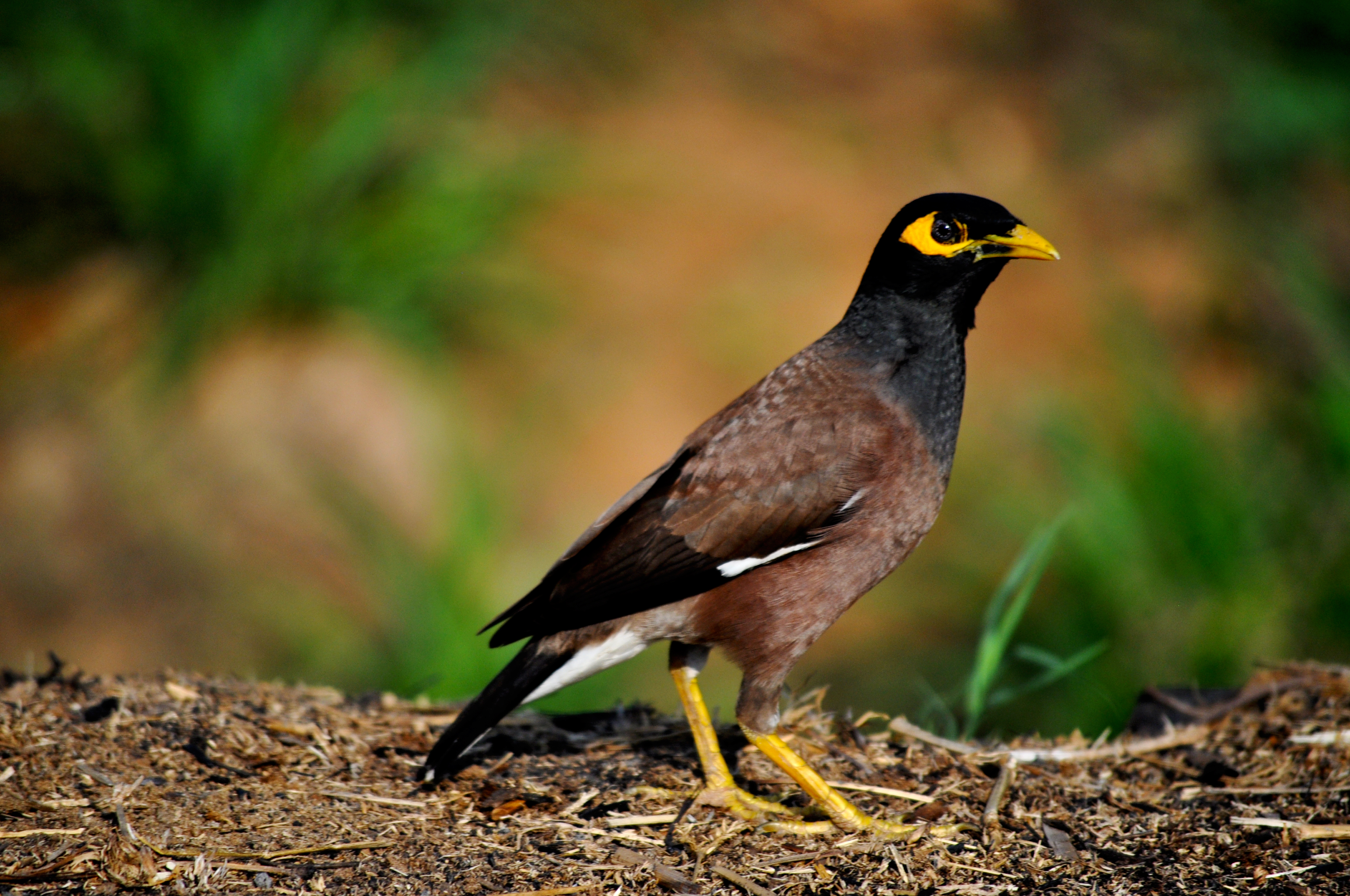
Acridotheres tristis
（インド、Kokrebellur）

全長約23cm (22-25cm) で、同じ科のムクドリぐらいの大きさである。インドハッカは、褐色の体に黒色の頭頂、それに目尻の裸出した黄色の斑により、容易に識別される。頭部から胸は黒色で、背および体下面は濃褐色。くちばしと足は鮮やかな黄色。翼は黒褐色で、外側初列風切の基部に白斑があり、下側の下雨覆は白色。下腹、下尾筒および黒い尾の先端も白色である。飛翔時には翼の白斑が目立つ。雌雄同色で、よくつがいで見られる。雄の前頭（額）には短い冠羽が認められる。虹彩は赤みのある黄色である。幼鳥は、頭頂が淡色で灰褐色みを帯びる。
インドハッカは、グロージャーの法則のとおり、インド北西部のほうが、インド南部の暗色の個体群に比べてより淡色となる傾向がある。
| 基準 / 雌雄 | 雄         | 雌         |
| ----------- | ---------- | ---------- |
| 平均体重    | 109.8 g    | 120-138 g  |
| 翼長        | 138-153 mm | 138-147 mm |
| 嘴長        | 25-30 mm   | 25-28 mm   |
| 跗蹠長      | 34-42 mm   | 35-41 mm   |
| 尾長        | 81-95 mm   | 79-96 mm   |

## 分布

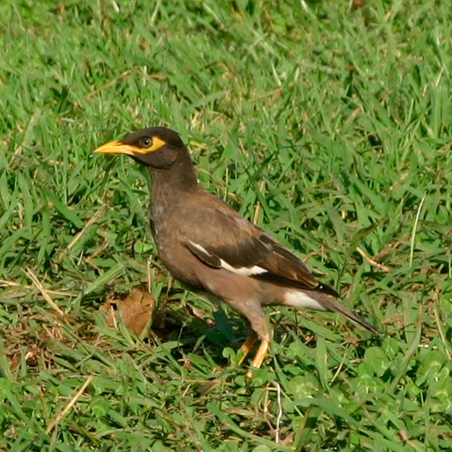
ヨーロッパや地中海盆地の帰化個体例。侵襲性の高い本種が、近年いくつかの地中海諸国に移入され、急速にその分布域を拡大している。

本種はアジアに自然分布する鳥であり、当初の生息域は、イラン、アフガニスタン、パキスタン、インド、スリランカをはじめ、トルクメニスタン、タジキスタンや、ネパール、ブータン、バングラデシュ、ミャンマーから、タイ、マレーシア、シンガポール、 インドシナ半島、中国南部におよぶ。
インドハッカはその他、アメリカ、台湾、オーストラリア、ニュージーランド、ニューカレドニア、ハワイ、イスラエル、ロシア、カザフスタン、キルギス、ウズベキスタン、南アフリカ、インド洋の島々（セーシェル、モーリシャス、レユニオン、マダガスカル、モルディブ、アンダマン・ニコバル諸島、ラクシャドウィープ）ならびに大西洋や太平洋の島々など、世界の多くの地域に移入されている。そのインドハッカの分布域は、2000年にIUCN 種の保存委員会が、世界の侵略的外来種ワースト100のなかに本種をあげるほど拡大している。
日本では、飼育下から逃げ出したものが野生化し、繁殖しているが、まだ問題となる個体数は認められていない。本州ではこれまで千葉県、神奈川県のほか、埼玉県の記録がある。また、四国や九州、南西諸島の久米島、与那国島でも記録され、石垣島においても繁殖が認められている。これらは本来の自然分布域に比較的近いため、自然の飛来例であるか移入個体例であるか確定は困難だが、八重山諸島の個体については、台湾で移入繁殖した個体が渡来しているものと考えられる。

## 学名
本種の学名の語源は、次のとおりである。
- 属名 Acridotheres: ギリシア語 akris, akrodos, バッタ（英: a locust）; theres, 狩猟者（英: a hunter） - 「バッタを狩るもの」。
- 種小名 tristis: ラテン語 tristis, 「暗い色の」（英: sad, gloomy）; （近代ラテン語 tristis, 鈍い色の〈英: dull-coloured〉）。

## 亜種
インドハッカには2亜種がある。
- Acridotheres tristis tristis (Linnaeus, 1758) - 基亜種。イラン北東部からインド、東南アジアの[29]広域におよび、スリランカも含む。世界各地の移入亜種[29]。
- A. t. melanosternus (Legge, 1879) - スリランカの固有亜種[29]。

亜種 melanosternus は、基亜種より暗色で、尾羽の白い先端部が狭い。初列雨覆の半分が黒色で半分が白色であり、大きな黄色の頬斑を持つ 。基亜種のタイプの産地は、インドのポンディシェリである。

## 生態

### 鳴き声
鳴き声は、形態と同じくムクドリに似る。「ジョッ、ジョッ、チィーヨチィーヨ」「チョチョ」のほか、地鳴きは、「キュルキュル」「ギッギッギッ」など多様で、しわがれた声、やかましい声、甲高い声、舌打ちのような声、口笛のような声、それに「警告を発する声」などがあり、また、囀りではよくその羽毛を膨らませて頭部を動かす。インドハッカは、捕食者に備え、近くにいるかもしくはそれが飛翔しようとする時に、仲間ないし他の鳥に警告するために荒く甲高い声を上げる。他の鳥やヒトの声を真似るインドハッカは、かれらの歌や「会話」により飼い鳥として人気がある。インドハッカは、集団で塒（ねぐら）に就く前に、いっせいに鳴き声を上げることから、「集団騒音」として知られる。

### 繁殖

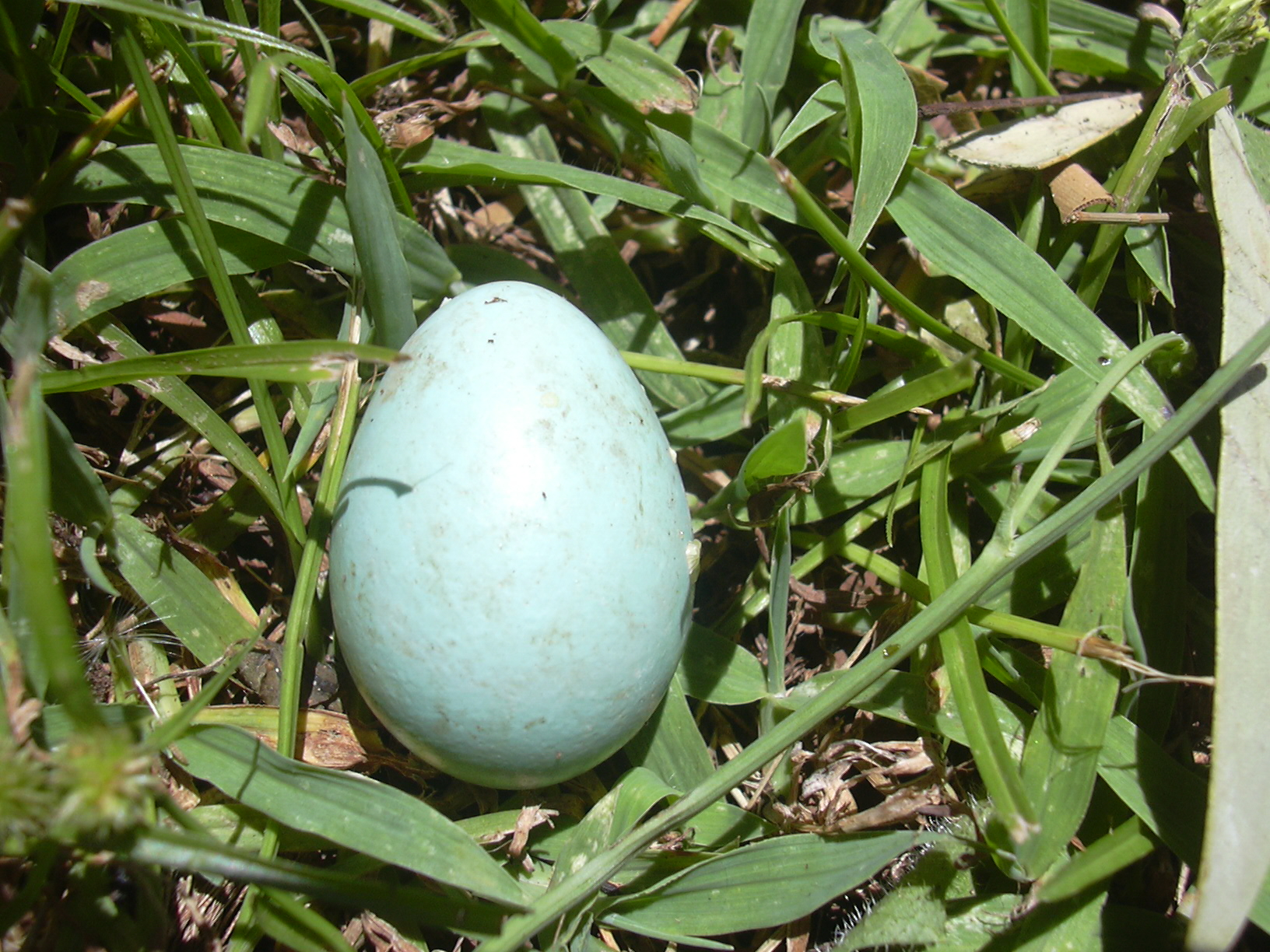
インドハッカの淡青緑色の卵。
（ハワイ、マウイ島）

インドハッカは生涯つがいでいると考えられている。かれらは生息する地域により繁殖の時期が異なるが、場所によっては年間の大半を通して繁殖し、木や壁の穴などに巣を作る。ヒマラヤ山脈では、標高3,000メートルにかけて繁殖する。
中央アジアにおける繁殖期は3-8月であり、インドでは主に4-7月に繁殖するが、南インドのケーララ州では1月より認められ、多くは3-4月に繁殖する。バングラデシュの首都ダッカでは1-3月、5-6月、時に9-11月であり、西マレーシアにおいては2-8月に繁殖し、シンガポールも同様であるが、それ以外の月でも認められている。また、移入群であるオーストラリアやニュージーランドの繁殖期は、10月から翌年の3・4月におよぶ。
雌雄で通常1-2週間かけて営巣し、4-5個の卵を産むが、時に2-6個の場合もある。卵の大きさは平均30.8×21.99mm (26.5-35.0×19.2-24.2mm) で、色は光沢のある淡青色ないし淡青緑色であり斑はない。抱卵期間は17-18日で、巣立ちは22-24日であり、その後、数週間は親鳥の給餌を受ける。時にオニカッコウ (Eudynamys scolopaceus) が本種に托卵する。巣材には、小枝、草、葉、根、藁（わら）のほか、動物の毛や、麻くず、ゴミくずなどが使われる。また、プラスチック、ティッシュペーパー、スズ箔、および脱皮したヘビの皮も使用することが知られている。
繁殖期において、1978年4月から6月のインドのプネーにおけるインドハッカの日中の活動時間の割合は、営巣活動 (42%) 、環境の精査 (28%) 、移動 (12%) 、採食 (4%) 、発声 (7%) 、羽づくろい関連行動、相互およびその他の行動 (7%) であったことが記録されている。

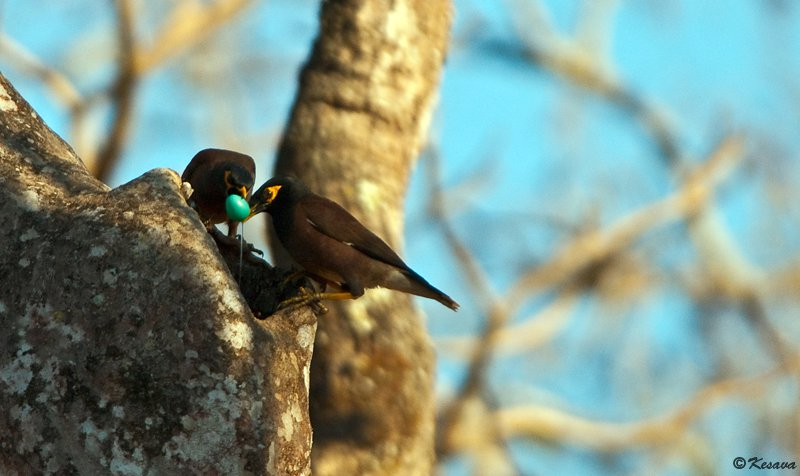
ツチイロヤブチメドリ (Turdoides striata) を巣から追い出し、その卵を破棄するインドハッカ。

インドハッカは、キツツキ類やインコ類などの巣を使用し、また巣箱にもよく営巣する。前に営巣するつがいの雛（ひな）をそのくちばしで追い出し、その後、時に空になった巣箱さえ使われないことが時に記録されている。この攻撃的な行動は、侵入種としての成功の一因となっている。

### 採食

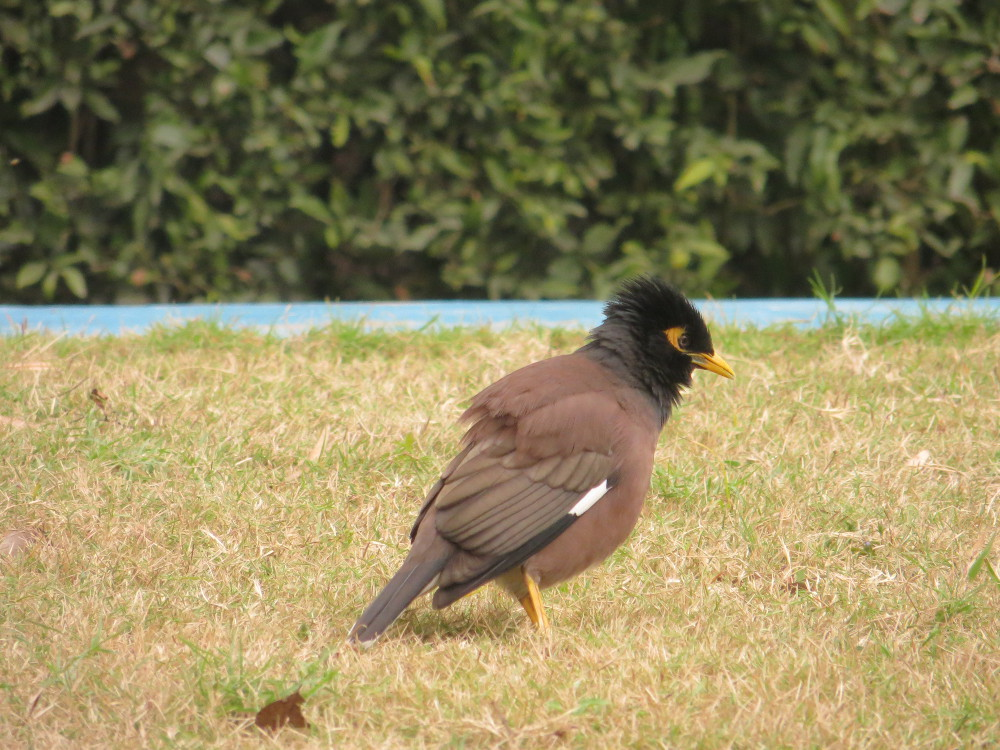
草地に降りたインドハッカ。
（インド、西ベンガル州コルカタ）

インドハッカは、日中にはつがいもしくは単独でいるが、餌が豊富な場所では群れとして集まることもある。ほとんどのムクドリ類と同様に、インドハッカは雑食性である。昆虫類、クモ類、多足類、カタツムリ、甲殻類、両生類、爬虫類、鳥類の卵や雛、小型哺乳類、種子類、穀物や果実類、それにヒトの居住より捨てられた廃棄物を餌とする。地面で草の中にいる昆虫類を採餌し、とりわけバッタ類から、Acridotheres 「バッタを狩るもの」という属名を得ている。ただし、概ね地上で摘んだ多様な昆虫類をその餌とする。また、例えばキワタ属 Salmalia やデイゴ属  Erythrina などの花の交配の花粉媒介者である。二足歩行を行なうが、時折、跳ねるように地上を歩き、牛の放牧に加えて草刈りで乱された昆虫類を狙って食餌する。

### 就塒行動
インドハッカは、単一群またはジャワハッカ (Acridotheres javanicus)、ミドリカラスモドキ、ホシムクドリ、バライロムクドリのほか、カラス類（イエガラスやハシブトガラス）、ホンセイインコ類（ワカケホンセイインコ）、スズメ類、アマサギなどの鳥類と混群となり、周年、集団で塒に就く。その塒の個体数は100羽未満から数千羽にまでおよぶ。インドハッカの塒に就く時間は、日暮れ前に始まり日没後に終わる。インドハッカは日の出前に塒を発つ。その到着と出発の時間や時間帯、塒に最終的に落ち着くためにかかる時間、集団睡眠の継続時間、群れの大きさや個体数は季節によって異なる。集団就塒（しゅうだんしゅうじ）の機能には、さまざまな社会的行動の協調、捕食者の回避、食料源の情報交換がある。
空中を舞う共同ディスプレイ（就塒前や就塒後）が、インドのプネーにおいては、繁殖期前（10月から3月）に見られる。この行動は、つがいの形成に関連していると考えられる。

### 生息場所

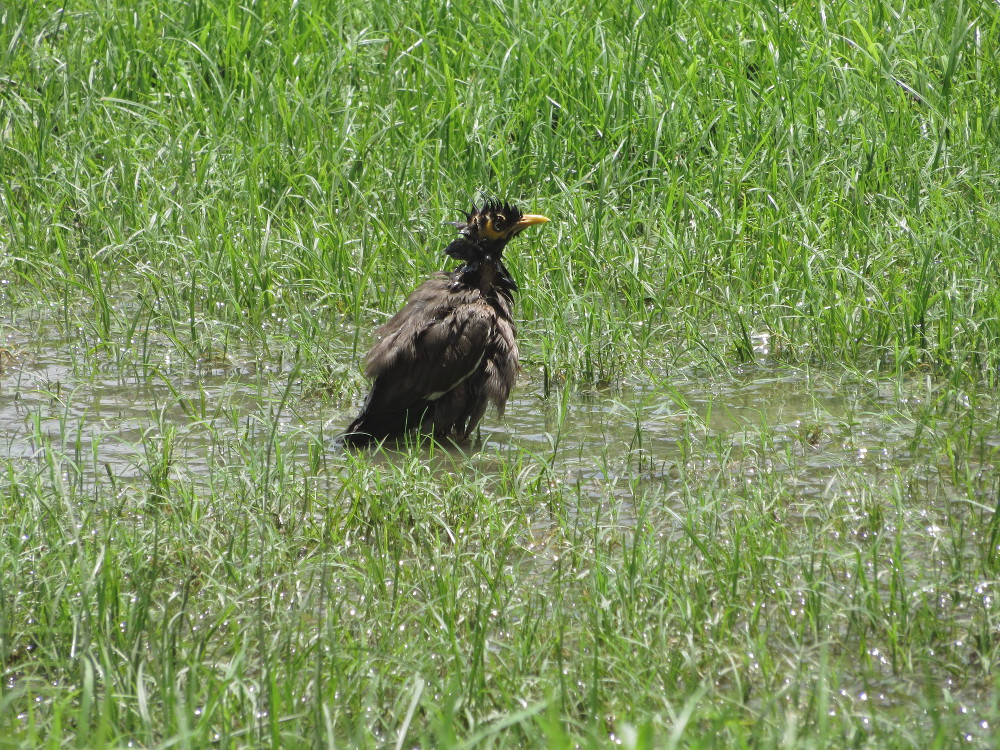
雨水の水たまりで水浴びをしているところ。
（インド、西ベンガル州コルカタ）

この個体数に富んだスズメ目の鳥類は、主として開けた疎林、草地、耕作地、および居住地周辺に生息する。本種は適応性があるが、その個体数は、シンガポールやマレーシア（その地方では gembala kerbau と呼ばれ、それは文字通り「水牛の牛飼い」を意味する）では、移入されたジャワハッカという近縁種との競争によって、著しく減少している。
都市への適応

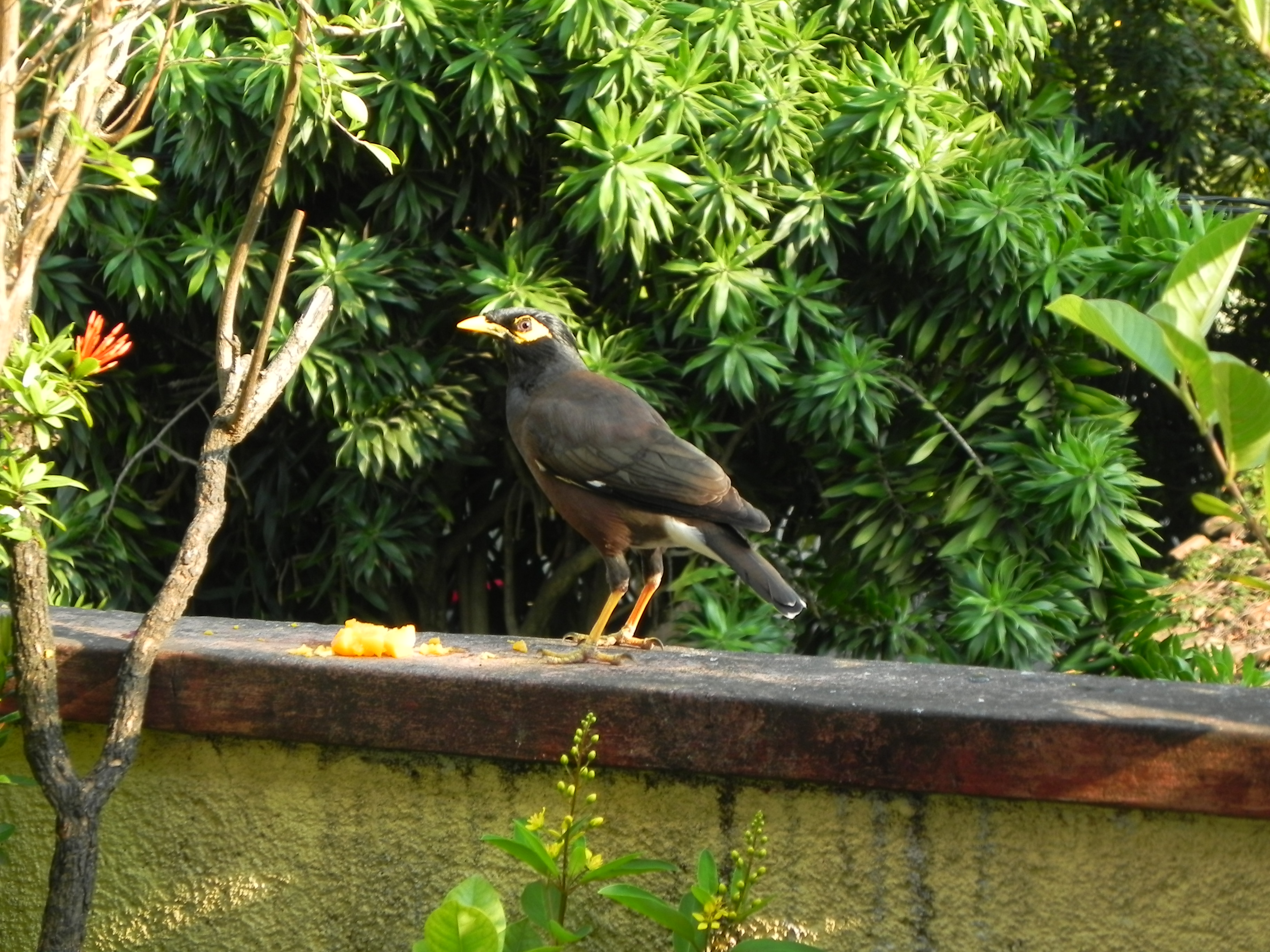
スリランカの都市コロンボの自家庭園にきたインドハッカ。

インドハッカは、都市および郊外の環境への適応に成功している。例えば、オーストラリアの首都キャンベラにおいては、1968年から1971年の間に110羽のインドハッカが放鳥された。1991年には、インドハッカの個体密度は1平方キロメートルあたり平均15羽となった。わずか3年後の第二次調査では、同地域における平均個体密度は1平方キロメートルあたり75羽であることが分かった。
本種のその進化的発展の起源は、おそらくシドニーやキャンベラの都市および郊外の周囲環境におけるその成功にある。インドの開けた疎林に生息するインドハッカは、高く直立した構造物があり、地面を被う植物がないかそれに近いという特質を示す都市の街路や都市型自然区域の特徴ある生息場所に先適応している。
インドハッカは（ホシムクドリ、イエスズメ、ドバトなどとともに）、市街の建造物にとっては迷惑であり、その巣が溝や排水管を詰まらせ、建物の外装に水の被害をもたらしている。

## 外来種
IUCN は、このインドハッカを世界の侵略的外来種ワースト100のなかでわずか3種の鳥類の1つであることを発表した（その他2種の侵略的鳥類はシリアカヒヨドリとホシムクドリ）。インドハッカは、マダガスカル、南アフリカ、中東、イスラエル、東南アジア、アメリカ、オーストラリア、ニュージーランド、およびその近接する地域や、フィジーやハワイの有名な島々を含む太平洋やインド洋のさまざまな海洋島など、ほかの場所に広く移入されている。
インドハッカは、南アフリカ、北アメリカ、中東、オーストラリア、ニュージーランド、および太平洋諸島の多くにおいて厄介な鳥である。それは特にオーストラリアで問題となっており、いくつかの方法が、本種の個体数を抑制し、在来種を保護するために試みられている。

### オーストラリア

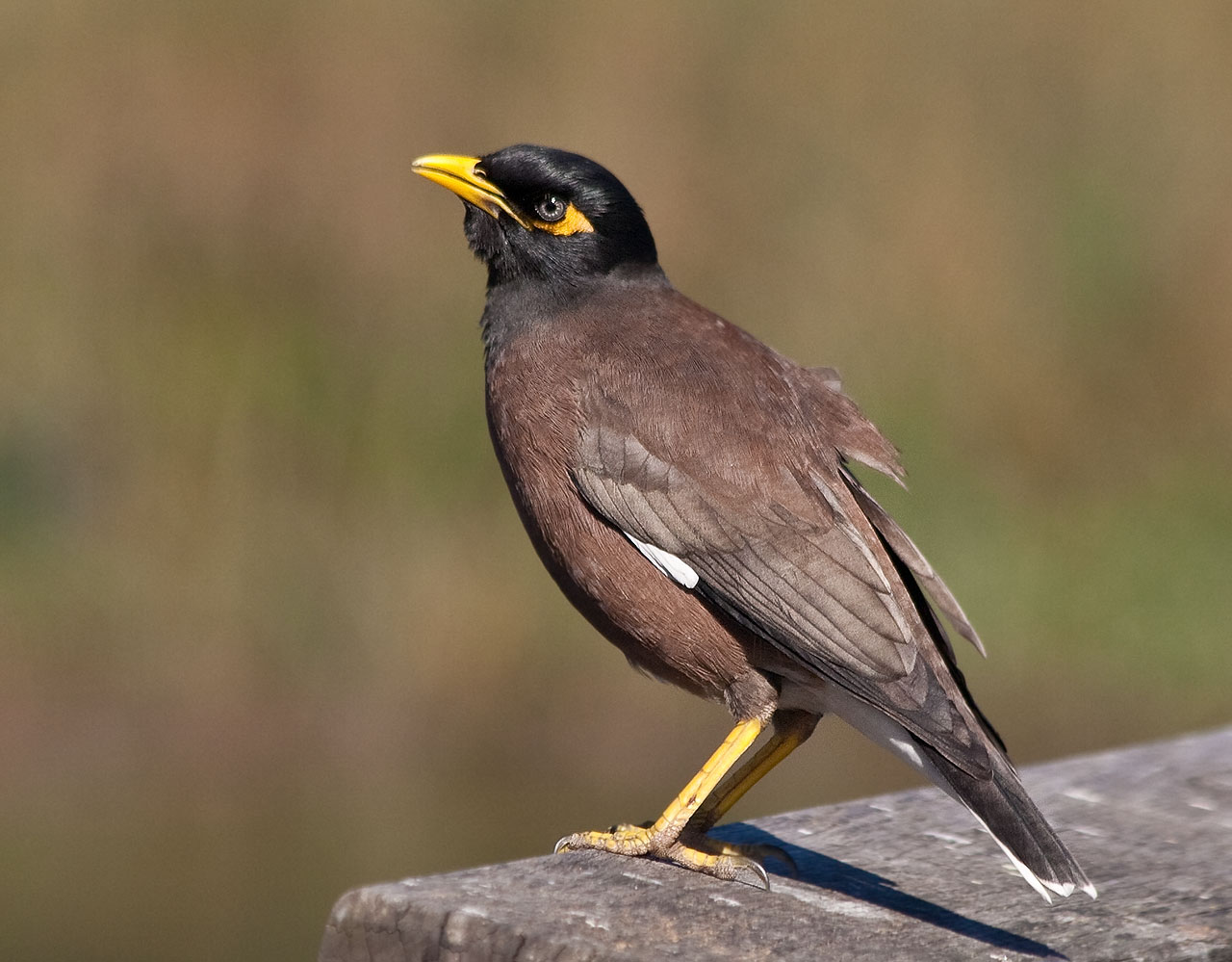
シドニー、アレクサンドリア（シドニー公園）

オーストラリアにおいてインドハッカは侵略的有害種とされる。かれらは現在、東海岸に沿ったほとんどすべての都市部に勢力を持つ鳥である。2004年の一般調査で、この鳥はオーストラリアの「最重大有害種/問題」 ("The Most Significant Pest/Problem") と名付けられ、また、かれらのゴミあさりがネズミに似ているとして「空飛ぶネズミ」 ("flying rats") のあだ名を得ている。
インドハッカは最初、メルボルンの園芸農場の昆虫駆除のため、1863年から1872年にオーストラリアのビクトリア州に移入された。本種は、同じ時期にニューサウスウェールズ州（現在最も個体数が多い）に広がった可能性が高いが、裏づける資料は不明確である。本種はのちにバッタやケーン・ビートル（英: Cane beetle）を捕食するものとしてクイーンズランド州に移入された。現在、オーストラリアにおけるインドハッカの個体群は、シドニーとその周辺の郊外あたりの東海岸沿いに集中しており、ビクトリア州ではまばらで、またクイーンズランド州にはいくつか孤立した群れがある。2009年には、ニューサウスウェールズ州のさまざまな地方自治体において、インドハッカの個体数を減らすための捕獲試験が開始された。
本種は、キャンベラの厳しい冬からケアンズの熱帯気候に至る幅広い気温のもとに生息し繁殖することができる。インドハッカの自立個体群は、最も暖かい月の平均気温が23.2°C以上や最も寒い月の平均気温が-0.4°C未満の地域には見られず、これはインドハッカが、シドニーから東海岸沿いに北に向かってケアンズに、また西に向かって南海岸沿いにアデレードへと拡散する可能性を示唆している（しかしタスマニアやダーウィンないし乾燥内陸地帯には拡がらない）。

### ニュージーランド
インドハッカは1870年代にオーストラリアからニュージーランドの南島と北島の両島に移入された。しかし、南島においては、涼しい夏の気温が種の拡散を阻み、南部個体群の繁殖の成功率を妨げていると考えられ、そこには1890年代までほとんど存在しなかった。対照的に、北島の個体群は繁殖により成功し、北島の大部分に、現在、多く生息している。しかし北島においても、夏の気温のより涼しい南部にかけては、南島と同様、インドハッカの大規模な群れの確立を妨げている。

### 南アフリカ
南アフリカでは、1902年に逃げ出したものが野生化し、それが普通種になると、人口密度が高いかヒトが騒がしくいるところにその分布は拡大している。インドハッカはまた有害種であることで有名であり、他の鳥類をかれらの巣の外へと追い出し、インドハッカの強い縄張り習性によりその雛を殺すことが知られる。南アフリカにおいては少なくとも重要な有害種と見なされ、自然の生息環境が不安視されている。
形態学的研究における場所的区分の推移では、南アフリカのインドハッカ (A. tristis) がその分布域を拡大していることが示されている。

### 生態系と人間への影響
在来種への脅威

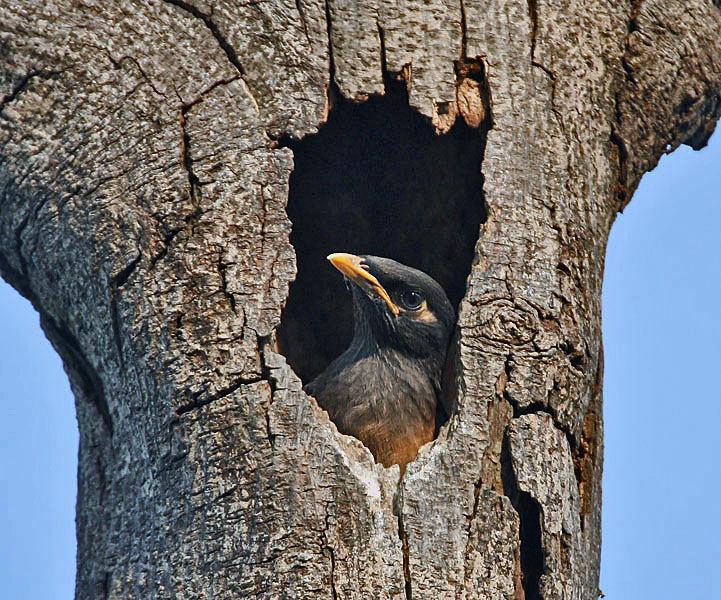
樹洞の巣にいる若鳥。
（インド、西ベンガル州）

インドハッカは空洞に営巣する種である。すなわち、樹木に自然にできるかまたは人工的構造物に見られる守られた空洞（例えば、窓枠ないし低い庇〈ひさし〉の凹部）に巣を作って繁殖する。在来の空洞営巣種と比較すると、インドハッカは非常に攻撃的であり、繁殖する雄は積極的に広さ0.83ha (8,300m2) ぐらいまでの領域範囲を守る（ただし個体密度の高い都市部の雄は、その巣のすぐ周辺の領域だけを守る傾向がある）。
この攻撃性は、在来の空洞営巣をする多くの繁殖つがいを追い出し、それによってかれらの繁殖の成功を減らす力をインドハッカに与えている。オーストラリアでは、その攻撃性は、モモイロインコ大の在来の鳥類をかれらの巣外に追い払うことを可能にした。
インドハッカはまた2つ同時に塒を確保することが知られる。 繁殖地に近い一時的な夏の塒（その地域全体の雄が最頂侵略期の夏に共同で就眠する）と、周年変わらない塒であり、そこで雌が夜通し抱卵や育雛をする。インドハッカの雌雄どちらも常に双方の塒を激しく防御することが、在来鳥類のさらなる排除につながっている。
作物や草原への脅威
その主な脅威は鳥類の在来種に対するものであるが、インドハッカ（主に地面にいる昆虫類を採餌するが、都市部では、ブドウやプラム、いくつかのベリーのような熱帯果樹や、捨てられた人間の食物を採食する）は、オーストラリア産ブルーベリーに深刻な脅威をもたらしている。
インドハッカが作物のサトウキビの害虫であるアワヨトウの幼虫やキネリムシ類を駆除するために移入されたハワイでは、本種が島々の開けた草原にわたって丈夫な雑草のランタナ (Lantana camara) の拡大を助長している。また、ハワイのファームビューローの2004年調査によると果実業界で有害鳥類として、第4位にランキングされた記録を持ち、全体としての有害鳥類の訴えでは6番目であった。

## 文化

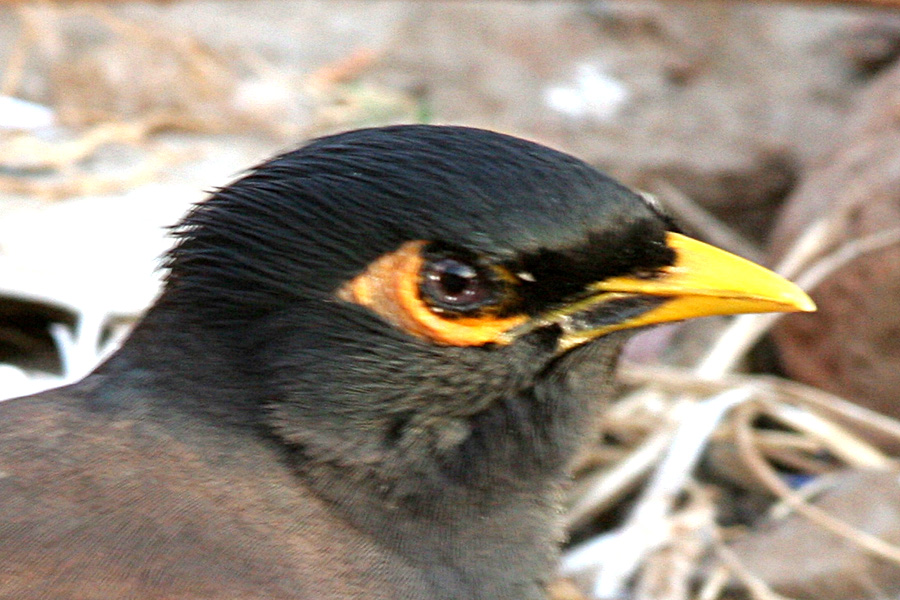
インドハッカのサンスクリット名のうち peetanetra は、その黄色い囲眼裸皮（いがんらひ）による。

インド文化においてシャーリ（サンスクリット: शारि; śāri）あるいはシャーリカー（サンスクリット: सारिक; śārikā, saarika）という鳥が広く言及され、その記載はサンスクリット語のヴェーダ経典のみならずプラークリット言語の仏典の双方に及ぶが、一説によればこれはインドハッカのことを指す。サンスクリット語の shuksarika は、ワカケホンセイインコ (shuk) とインドハッカ (saarika) を指し、おそらく両方の鳥が、声やヒトの音を真似る能力があることから、ペアないしカップルを示すために使われている。

サンスクリットの文献では、インドハッカは多くの名前を持ち、ほとんどはその鳥の外観ないし行動の記述である。saarika に加えて、インドハッカの名前には、この鳥のけんか好きな性質に目を向けた「論争好きなもの」を意味する kalahapriya があり、chitranetra は、「絵のような目」を意味し、peetanetra （黄色の目を持つもの）や peetapaad （黄色い足を持つもの）などがある。